# أوكرانيون
الأوكرانيون (بالأوكرانية: українці) مجموعة عرقية سلافية شرقية تتوزع بصفة رئيسية في أوكرانيا، ويقطن أكثر من مليونَي نسمة في روسيا.
يتكون الأوكرانييون من عدة ديانات وطوائف، أغلبيتهم ينتمون للطائفة الأرثوذكسية الشرقية المسيحية، وهم من السلاف الشرقيين، مثلهم مثل الروس. ففي الاصل كان يطلق على الأوكرانيين مسمى الروثانيين نسبة لروثنيا (روتنا أو روسنيا). وهي الأراضي التي تكون أوكرانيا وبلاروسيا حديثاَ.